# 马克斯近郊

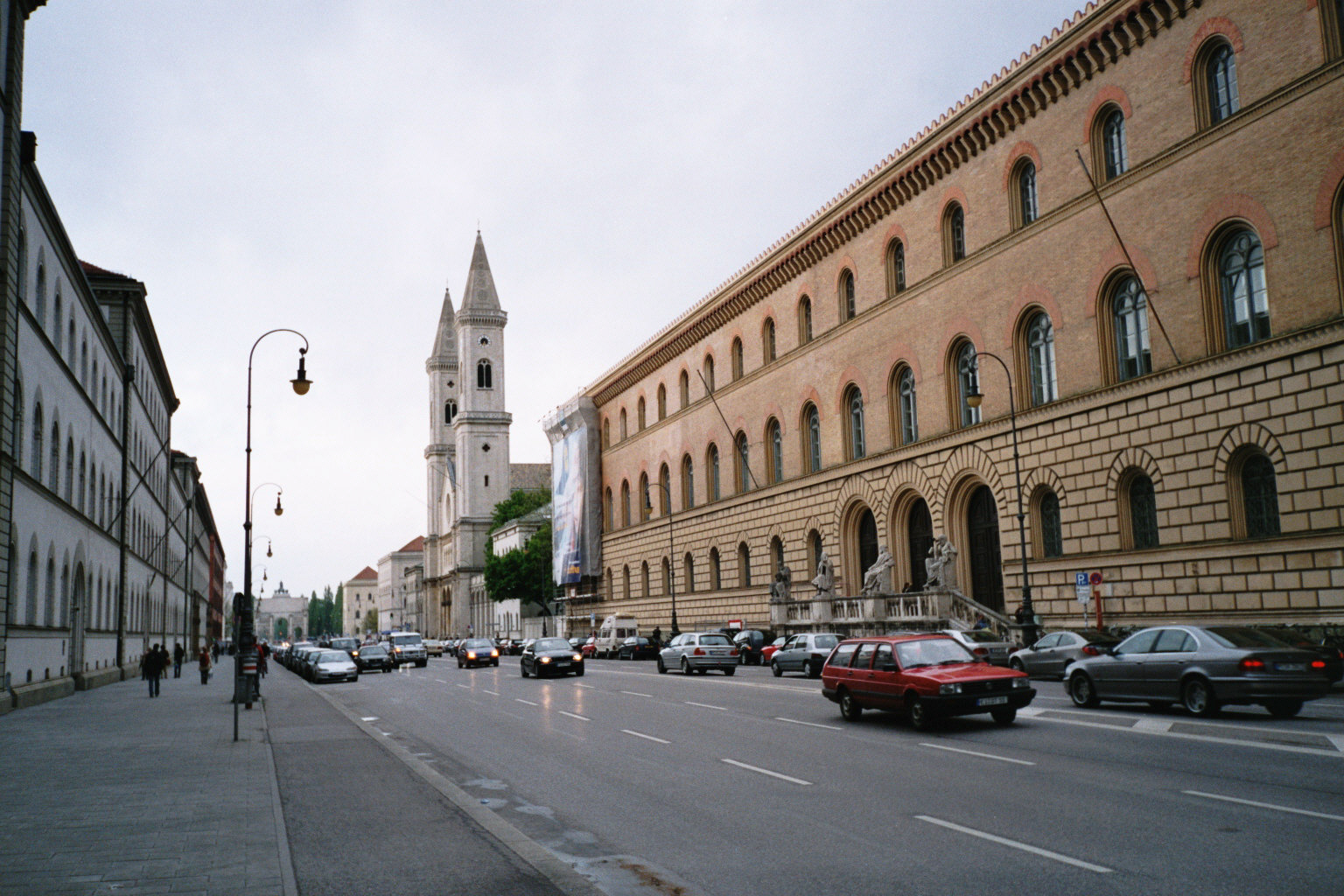
包含州立图书馆及圣路易教堂的路德维希大街

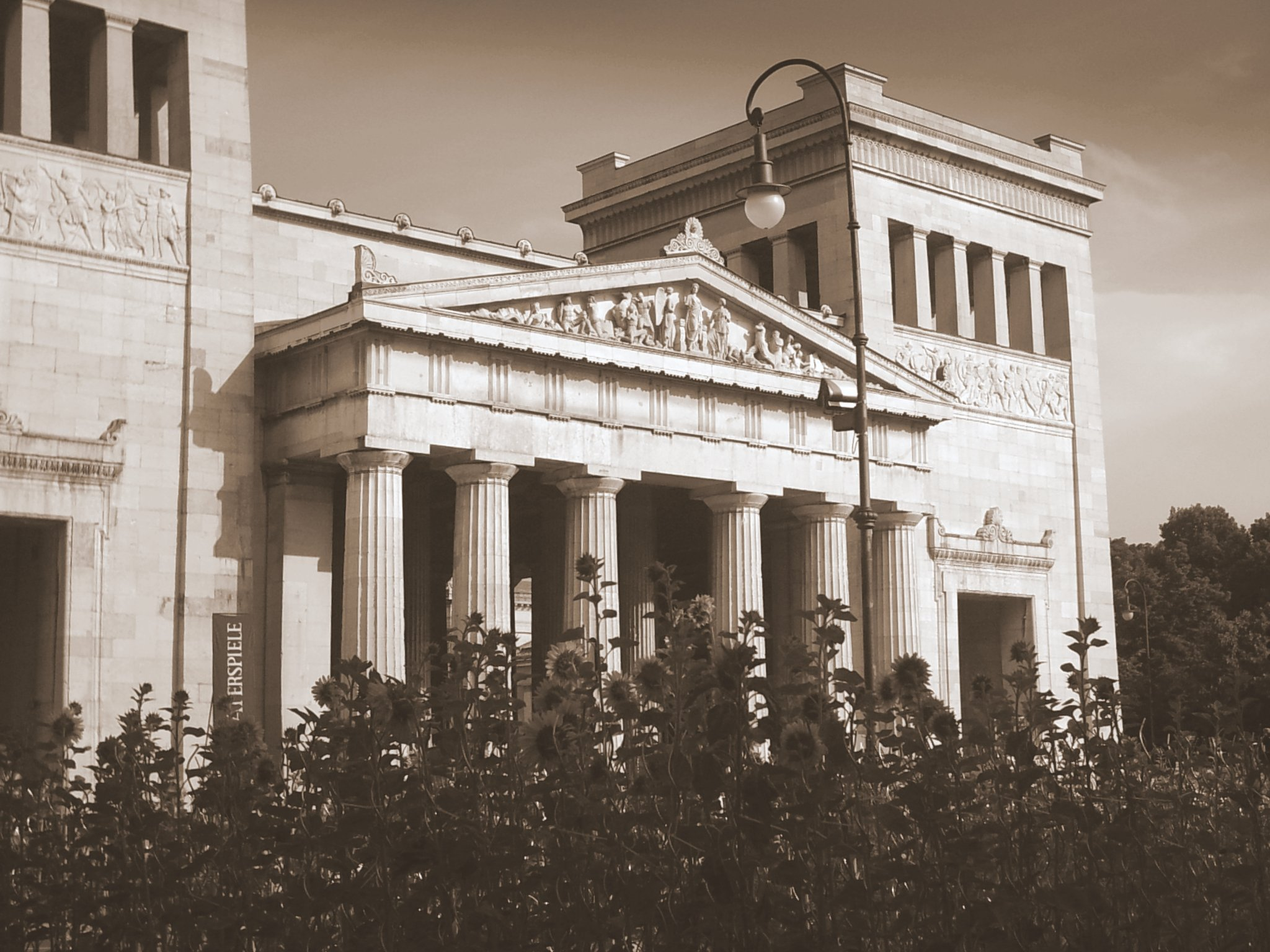
国王广场旁的柱廊

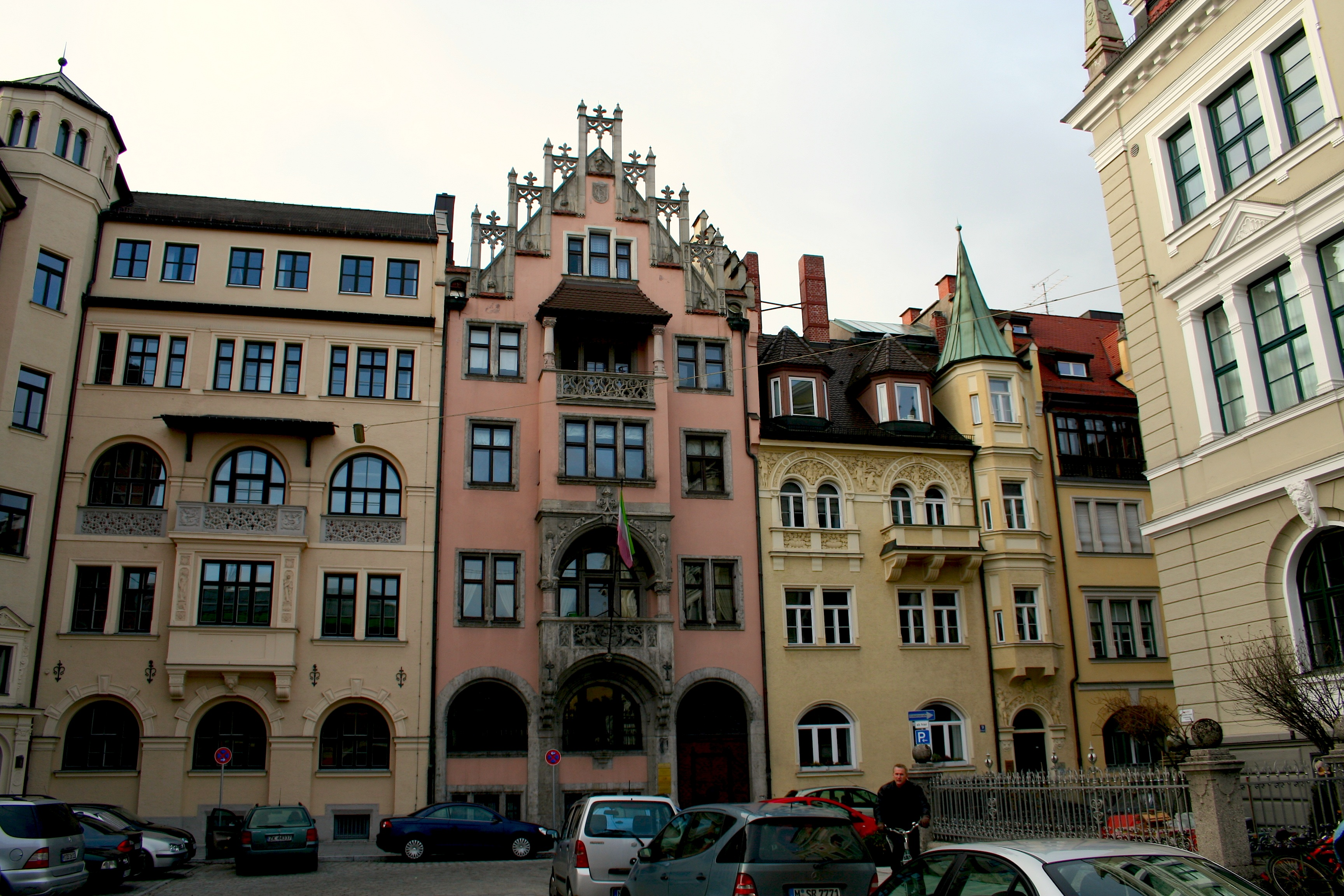
区内的理查德·瓦格纳大街

马克斯近郊（德語：Maxvorstadt）是德国巴伐利亚州首府慕尼黑的市辖第3区。自1992年的城市区划调整实施起，马克斯近郊是通过将原第5、第6和第7市辖区（马克斯近郊-大学、马克斯近郊-国王广场-练兵场以及马克斯近郊-若瑟广场）汇集在一起所组成。

## 方位
该市辖区所包含的音乐厅广场至斯塔修斯间地段与老城的西北板块相邻，并在东部以英国花园为界；在北部接壤的是施瓦宾-弗莱曼和施瓦宾-西，西北部为诺伊豪森-宁芬堡，西南部为施万塔勒高地以及南部为路德维希近郊-伊萨尔近郊。马克斯近郊的东部和北部地区常被错误的归入施瓦宾，然而马克思近郊与施瓦宾的实际分界是在格奥尔根大街（Georgenstraße）。

## 交通
呈方形栅格状新市鎮设计的马克思近郊有两条南北走向的代表性街道：施莱斯海姆大街和路德维希大街，在它们之间相平行的道路分别为阿玛利大街（Amalienstraße）、土耳其大街、巴雷尔大街（Barer Straße）、施劳多尔夫大街（Schraudolph）、阿尔西大街（Arcisstraße）、路易森大街（Luisenstraße）和奥古斯滕大街（Augustenstraße）。两条主轴道路在东西走向则依次与加贝尔斯贝格大街（Gabelsbergerstraße）、特蕾西娅大街（Theresienstraße）、赫斯大街（Heßstraße）、谢林大街（Schelling）、齐布兰大街（Zieblandstraße）、戈雷斯大街（Görresstraße）和格奥尔根大街相交，其中加贝尔斯贝格大街和特蕾西娅大街各设为单行道，其行车方向是彼此相反的。
在公共短途客运方面，慕尼黑地铁2号线在马克思近郊设有国王广场站、特蕾西娅大街站和约瑟夫广场站，3号线和6号线设有大學站，以及1号线设有斯蒂格迈尔广场站。此外，16、17、20、21、27和28路有轨电车以及多条慕尼黑交通公司开行的巴士线路均行经该区。

## 历史及简介
马克斯近郊是首位巴伐利亚国王——马克西米利安一世在1805年至1810年间，根据其名字命名（马克斯即马克西米利安的简写）并作为城市首次扩张计划的一部分而兴建，但其古典主义风格的建筑很大程度上直到1825年路德维希一世上任后才完成。这类建筑如今仍有大部分保留在理查德·瓦格纳大街和州立工艺美术学校（即今巴伐利亚州立古生物及地质博物馆）之中。作为区内首条道路的路德维希大街是从统帅堂一直延伸至凯旋门。其与老城的边界大致是通过布林纳街进行标记。路德维希大街以西则形成了矩形的街道网络。在这一社区涵盖有维特尔斯巴赫广场、卡洛琳广场和国王广场。

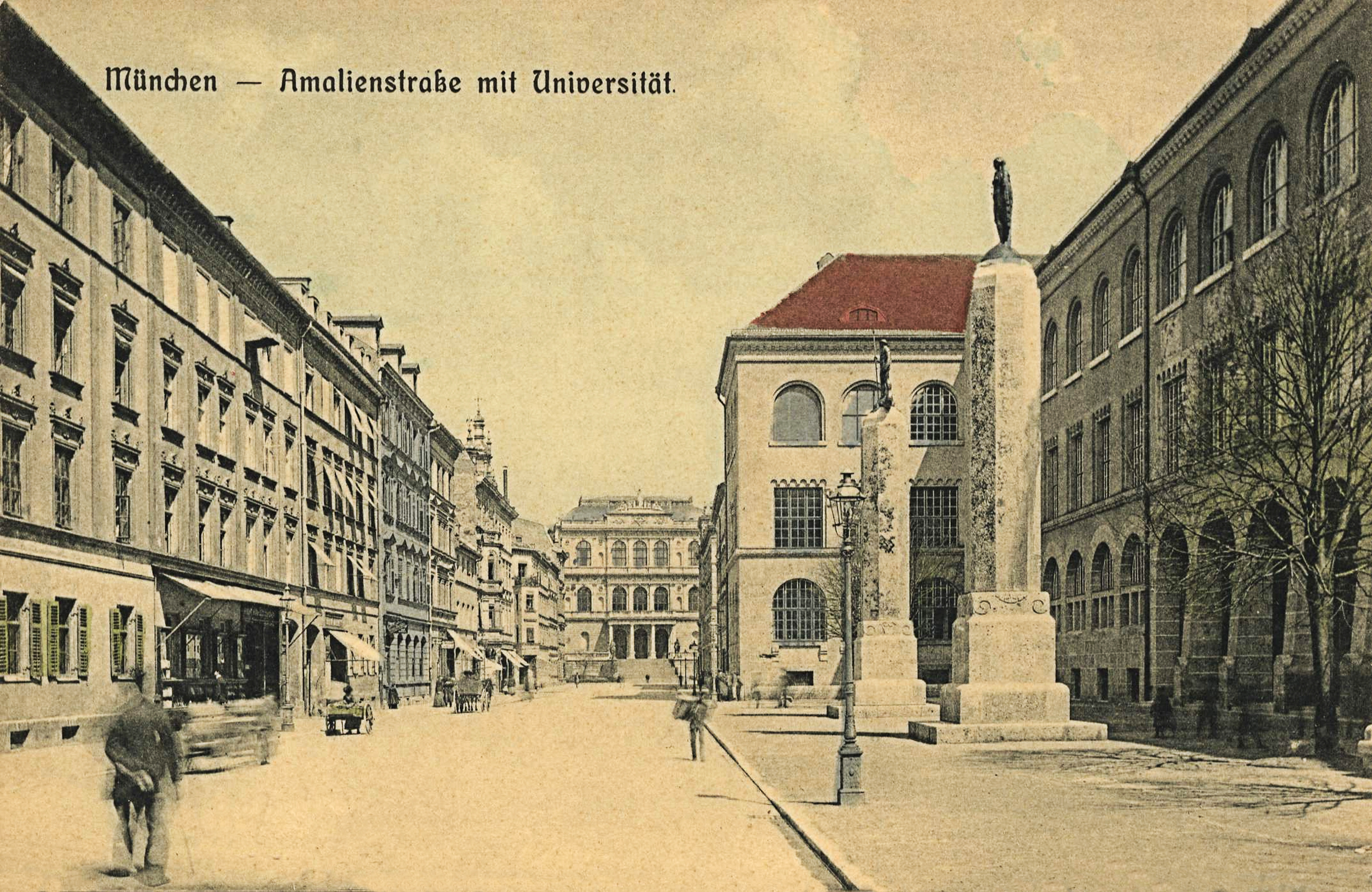
1900年的阿玛利大街

马克斯近郊设有众多高于平均水准以上的文化及艺术领域设施，以及市内最为重要的许多博物馆和藏馆，例如老/新绘画陈列馆、伦巴赫之家市立美术馆、州立版画陈列馆、古代雕塑展览馆和古典珍品陈列馆、教堂艺术博物馆、慕尼黑美术学会以及慕尼黑音乐戏剧学院都坐落于此。随着现代艺术陈列馆在2002年和布兰德霍斯特博物馆在2009年开幕，有更多文化及市政规划的高光部分加入该市辖区。
同样有众多的教育机构，诸如路德维希·马克西米利安大学、慕尼黑工业大学、政治和哲学的高等院校、应用科技大学、历史学院、奥尔夫中心、州立和大学图书馆以及州立和市立档案馆均位于马克斯近郊，这也使它常常会被称为“慕尼黑的大脑（Gehirn Münchens）”。此外还有多家银行、保险公司、集团和公用事业公司在这里设立重要的总部，而巴伐利亞廣播公司、州立刑侦局、慕尼黑大部分的税务机关和法院，以及铁锹-狮牌酿酒集团亦是如此。
由于密集的就业职位和大量的学生（逾10万）之故，日间停留在该市辖区的人数几乎是实际生活在那里的人数的四倍之多。马克斯近郊主要是围绕大学和艺术院校所组成的典型学术社区和大学生社区，它们当中大多表现出传统的“施瓦宾形象”，但实际上却属马克斯近郊所管辖。当地居民中占主导地位的是20至30岁间的年龄层，而15岁以下儿童和老人的数量则呈负增长趋势。这里单身家庭的比例高于市内平均水平，同时人员流动性亦较高。由于社区内的住房结构原因，这里的小单间和两房公寓占有较高的比例，其中三分之二的住房存量是来自于1948年以后的时期。许多名人都曾在马克斯近郊居住，例如喬治·艾爾塞、托马斯·曼、弗朗茨·冯·施图克、沃尔夫冈·泡利、弗朗茨·約瑟夫·施特勞斯、阿道夫·希特勒和本篤十六世。
马克斯近郊有许多地方均与纳粹主义时期发生联系。
- 在1913年5月至1914年8月期间，阿道夫·希特勒的住所/房间位于施莱斯海姆大街（德语：Schleißheimer Straße (München)）34号。
- 位于布林纳街45号的“褐宫”曾是纳粹党（德国国家社会主义工人党）的党总部，它在战争中被摧毁。其废墟也被美国人炸得粉碎。

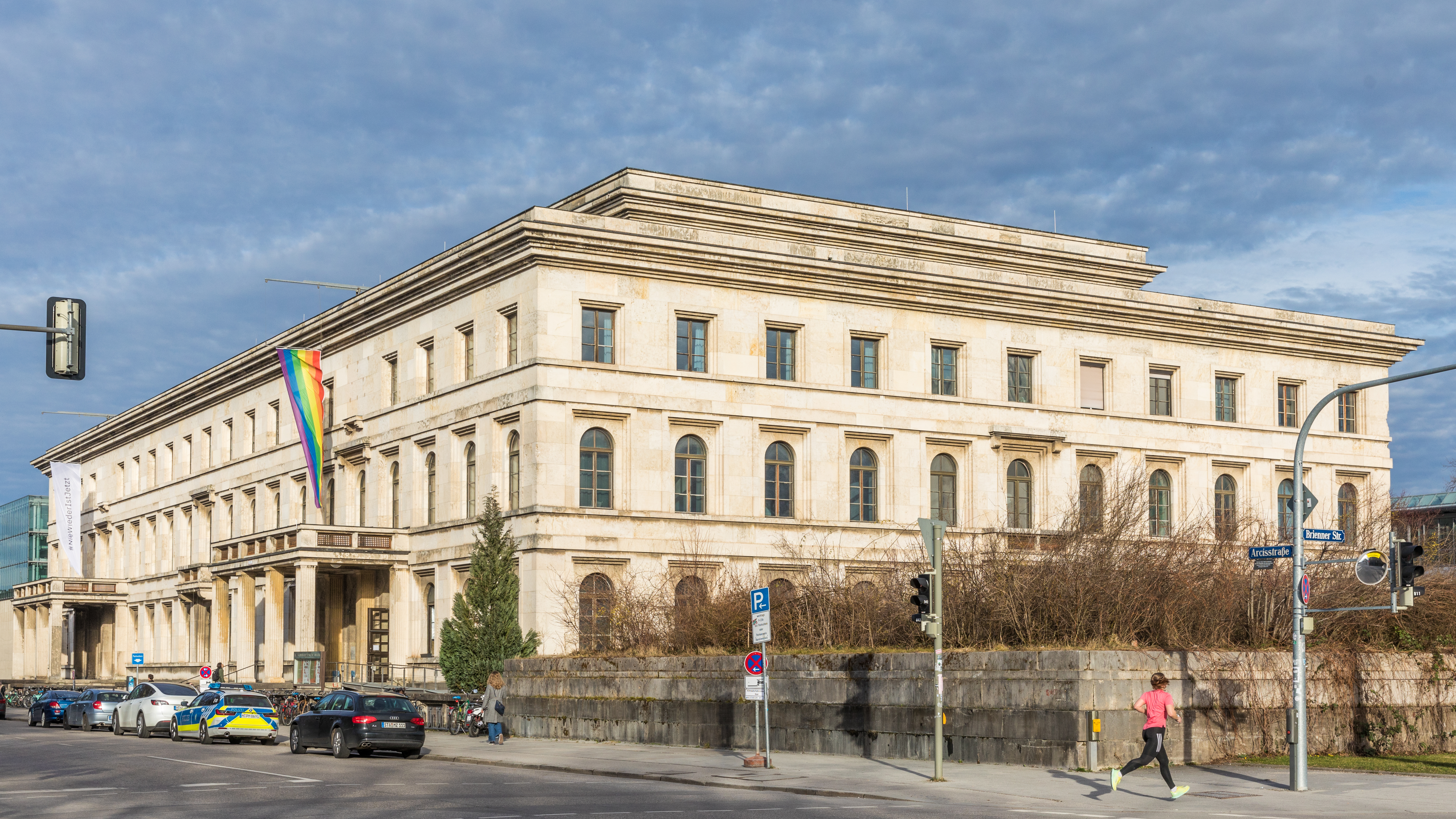
前“元首行馆”

- 纳粹分子在国王广场附近建有两座大型的新古典主义建筑，其中一座“元首行館”曾是《慕尼黑協定》的签署地。如今这里已成为慕尼黑音乐戏剧学院的校舍并内置慕尼黑文化研究所（德语：Münchner Haus der Kulturinstitute）的设施。
- 紧邻元首行馆、在1923年希特勒政变后用于埋葬“陨落的”纳粹分子的“光荣庙（Ehrentempel）”。它在战后由美军下令摧毁。
- 国王广场曾是1933年德国焚书的场所之一，并在1923年11月9日希特冷政变后用作纪念“老卫兵”的阅兵场。
- 在维特斯巴赫宫（德语：Wittelsbacher Palais）曾用作盖世太保总部，除了许多其它政治受害者外，蘇菲·蕭爾亦在此受审。它在战争中被摧毁，现建有巴伐利亚银行（德语：Bayerische Landesbank）大楼。在布林纳街和土耳其大街交界的街角设有一块纪念牌匾。

更多的建筑也在慕尼黑作为“运动首都”的转型过程中进行规划，但都因为战争的爆发而未能实施。经过多次讨论，慕尼黑市议会最终于2005年11月决定，在“褐宫”的原址上成立国家社会主义历史档案馆。
1975年，德国第一家女子书店——利勒莫斯女子书店在阿尔西大街开业。它自2000年起迁至巴雷尔大街。
自20世纪末以来，马克斯近郊也在形式上发生了结构性的变化，这使得一些原本的工业及商业用地转变为住宅及工作社区。受此影响的包括有位于狮牌啤酒窖后方、地处沙街（Sandstraße）、宁芬堡大街（Nymphenburgerstraße）和达豪大街之间三角地带的前酿酒厂用地，那里至2011年提供的可迁入楼层总面积已达70000平方米。此外，慕尼黑最大的两所大学也将其一些原本设于马克斯近郊的教学及研究设施，搬迁至市郊的大哈德恩或马丁沼地及加兴等地。而搬迁后的原址则主要形成了住宅及写字楼，例如路德维希·马克西米利安大学大型的生物系讲堂原址现已建成查尔斯酒店。

## 代表性建筑及地点

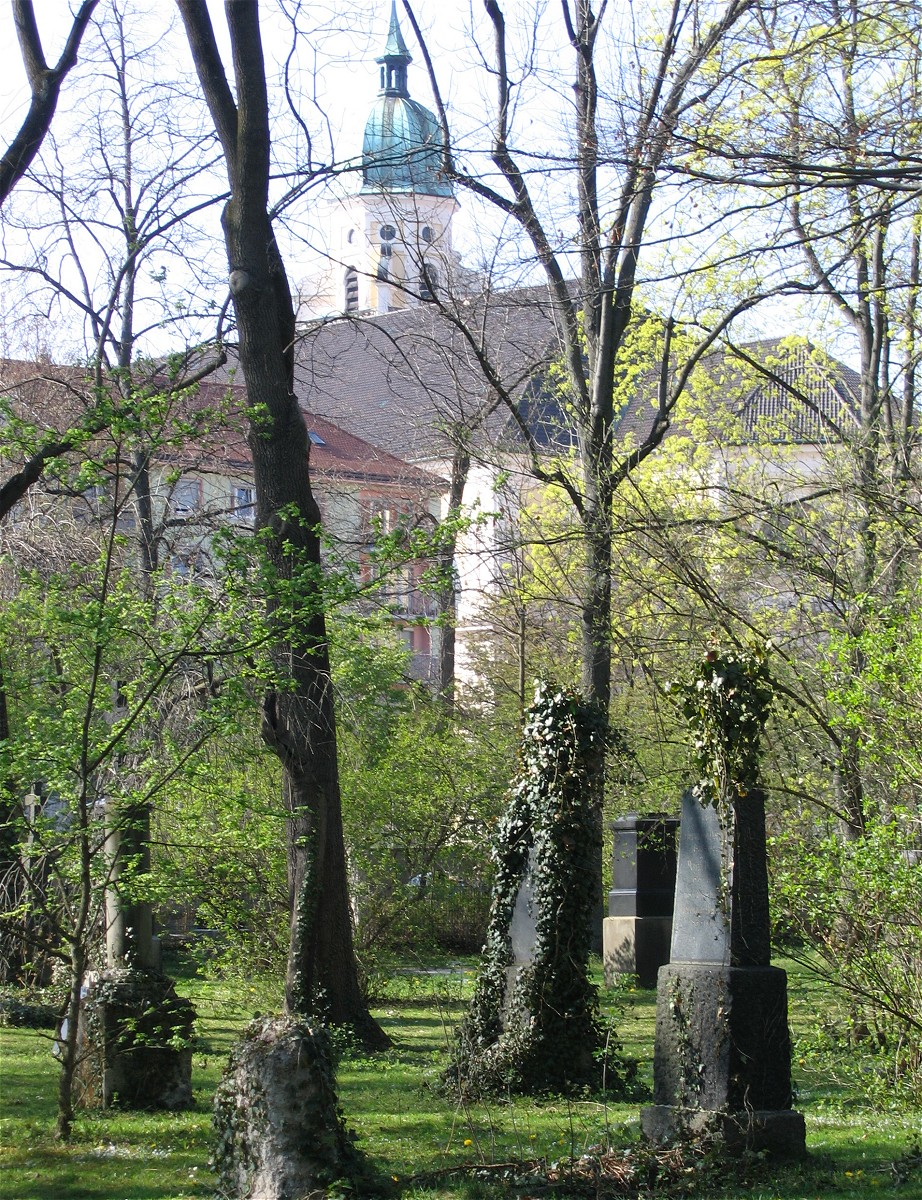
背景为圣若瑟教堂的旧北部公墓

除了众多的文化及教育机构，位于圣若瑟广场的圣若瑟教堂、位于路德维希大街的圣路易教堂、位于加贝尔斯贝格大街的圣马尔谷教堂（新教大学堂）都是极具特色的建筑，此外还有位于国王广场附近的圣玻尼法修道院。该市辖区内还有一座旧北部公墓（并非北部公墓）。那里自1939年以来已不再提供安葬，如今已成为一个公园场所。
在北部的的宁芬堡大街和南部的战神大街之间设有彼此相邻的两家慕尼黑著名啤酒厂——狮牌啤酒和铁锹啤酒。
艺术区亦设于马克斯近郊境内。

## 人口统计
(截至每年12月31日)
| 年份 | 人口   | 外国人（比例）  | 面积 （km²） | 人口密度 （每km²） | 来源及其它数据                                  |
| ---- | ------ | --------------- | ------------ | ------------------ | ----------------------------------------------- |
| 2000 | 41,725 | 10,391 (24.9 %) | 4.2904       | 9,725              | 慕尼黑统计年鉴2001 (PDF)                        |
| 2001 | 42,159 | 10,533 (25.0 %) | 4.2904       | 9,826              | 慕尼黑统计年鉴2002 (PDF)                        |
| 2002 | 41,606 | 10,277 (24.7 %) | 4.2904       | 9,697              | 慕尼黑统计年鉴2003 (PDF)                        |
| 2003 | 41,502 | 10,309 (24.8 %) | 4.2900       | 9,674              | 慕尼黑统计年鉴2004 （页面存档备份，存于） (PDF) |
| 2004 | 41,581 | 10,285 (24.7 %) | 4.2917       | 9,689              | 慕尼黑统计年鉴2005 （页面存档备份，存于） (PDF) |
| 2005 | 42,201 | 10,442 (24.7 %) | 4.2939       | 9,828              | 慕尼黑统计年鉴2006 （页面存档备份，存于） (PDF) |
| 2006 | 46,058 | 10,838 (23.5 %) | 4.2934       | 10,728             | 慕尼黑统计年鉴2007 （页面存档备份，存于） (PDF) |
| 2007 | 47,711 | 11,111 (23.3 %) | 4.2933       | 11,113             | 慕尼黑统计年鉴2008 （页面存档备份，存于） (PDF) |
| 2008 | 48,884 | 11,304 (23.1 %) | 4.2964       | 11,378             | 慕尼黑统计年鉴2009 (PDF)                        |
| 2009 | 48,619 | 10,888 (22.4 %) | 4.2979       | 11,312             | 慕尼黑统计年鉴2010 （页面存档备份，存于） (PDF) |
| 2010 | 48,875 | 10,865 (22.2 %) | 4.2979       | 11,372             | 慕尼黑统计年鉴2011 （页面存档备份，存于） (PDF) |
| 2011 | 49,498 | 11,356 (22.9 %) | 4.2979       | 11,517             | 慕尼黑统计年鉴2012 （页面存档备份，存于） (PDF) |
| 2012 | 50,877 | 12,225 (24.0 %) | 4.2979       | 11,838             | 慕尼黑统计年鉴2013 （页面存档备份，存于） (PDF) |
| 2013 | 51,642 | 12,878 (24.9 %) | 4.2979       | 12,016             | 慕尼黑统计年鉴2014 （页面存档备份，存于） (PDF) |
| 2014 | 52.575 | 13,671 (26.0 %) | 4.2979       | 12,233             | 慕尼黑统计年鉴2015 （页面存档备份，存于） (PDF) |

## 政治
马克斯近郊上一次的区议会选举是在2014年3月16日。其议席分配如下：绿党8席，社民党8席，基社盟7席以及自民党2席。在马克斯近郊共41488名符合投票资格的居民中，有16665人行使了自己的表决权，选民投票率约为40.2%。